# Bistum Rockford
Das Bistum Rockford (lat.: Dioecesis Rockfordiensis, engl. Diocese of Rockford) ist eine in den Vereinigten Staaten gelegene römisch-katholische Diözese mit Sitz in Rockford, Illinois.

## Geschichte
Das Bistum Rockford wurde am 27. September 1908 durch Papst Pius X. mit der Apostolischen Konstitution Quae rei sacrae aus Gebietsabtretungen des Erzbistums Chicago errichtet und diesem als Suffraganbistum unterstellt. Am 11. Dezember 1948 gab das Bistum Rockford Teile seines Territoriums zur Gründung des Bistums Joliet in Illinois ab.

## Territorium
Das Bistum Rockford umfasst die im Bundesstaat Illinois gelegenen Gebiete Jo Daviess County, Stephenson County, Winnebago County, Boone County, McHenry County, Carroll County, Ogle County, DeKalb County, Whiteside County, Lee County und Kendall County.

## Bischöfe von Rockford
- Peter James Muldoon, 1908–1927
- Edward Francis Hoban, 1928–1942, dann Koadjutorbischof von Cleveland
- John Joseph Boylan, 1942–1953
- Raymond Peter Hillinger, 1953–1956
- Donald Martin Carroll, 1956 (Rücktritt aus gesundheitlichen Gründen noch vor der Bischofsweihe)
- Loras Thomas Lane, 1956–1968
- Arthur Joseph O’Neill, 1968–1994
- Thomas George Doran, 1994–2012
- David John Malloy, seit 2012[2]

## Einzelnachweise

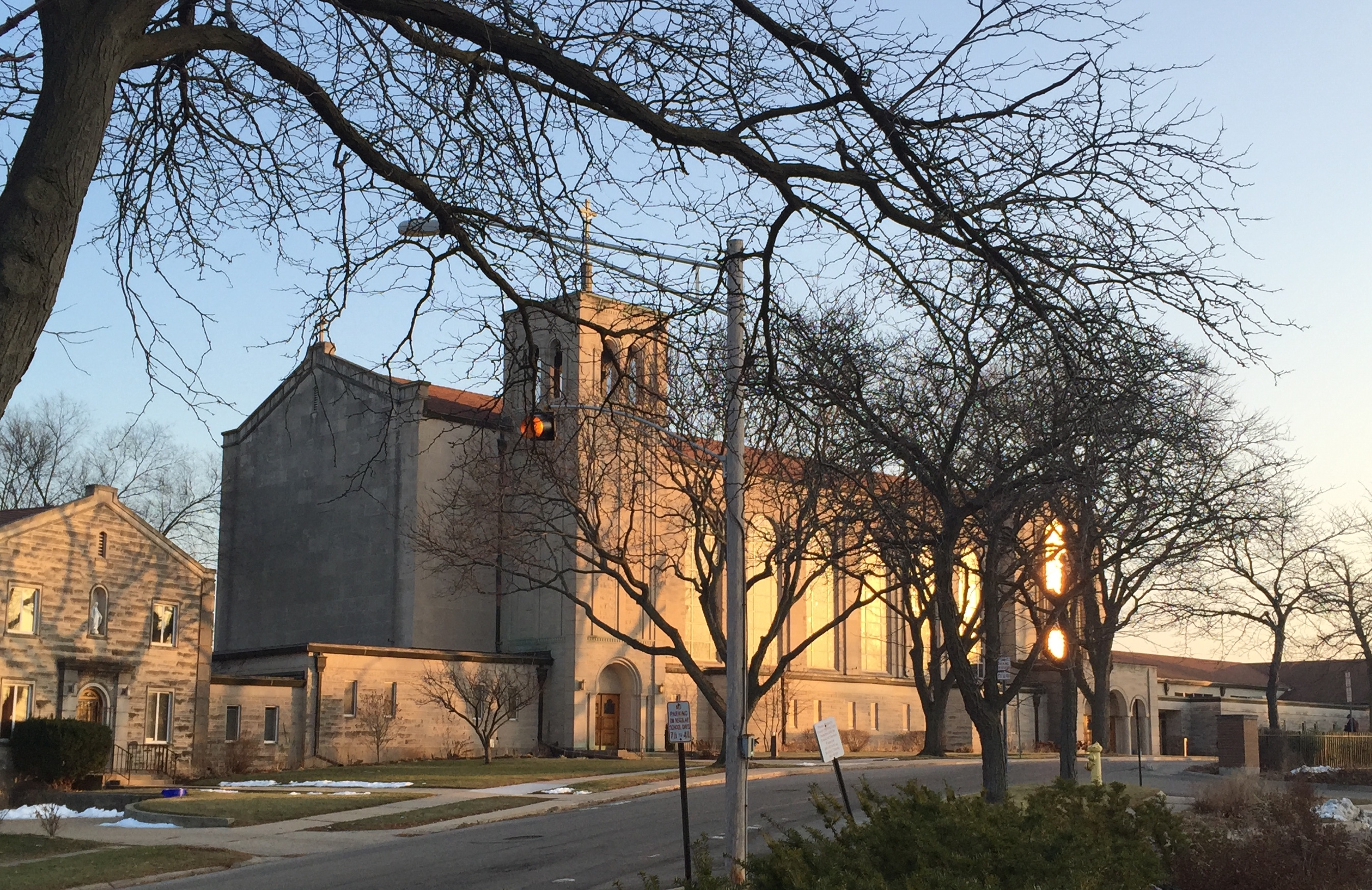
Kathedrale: Saint Peter in Rockford